# Дзюнси

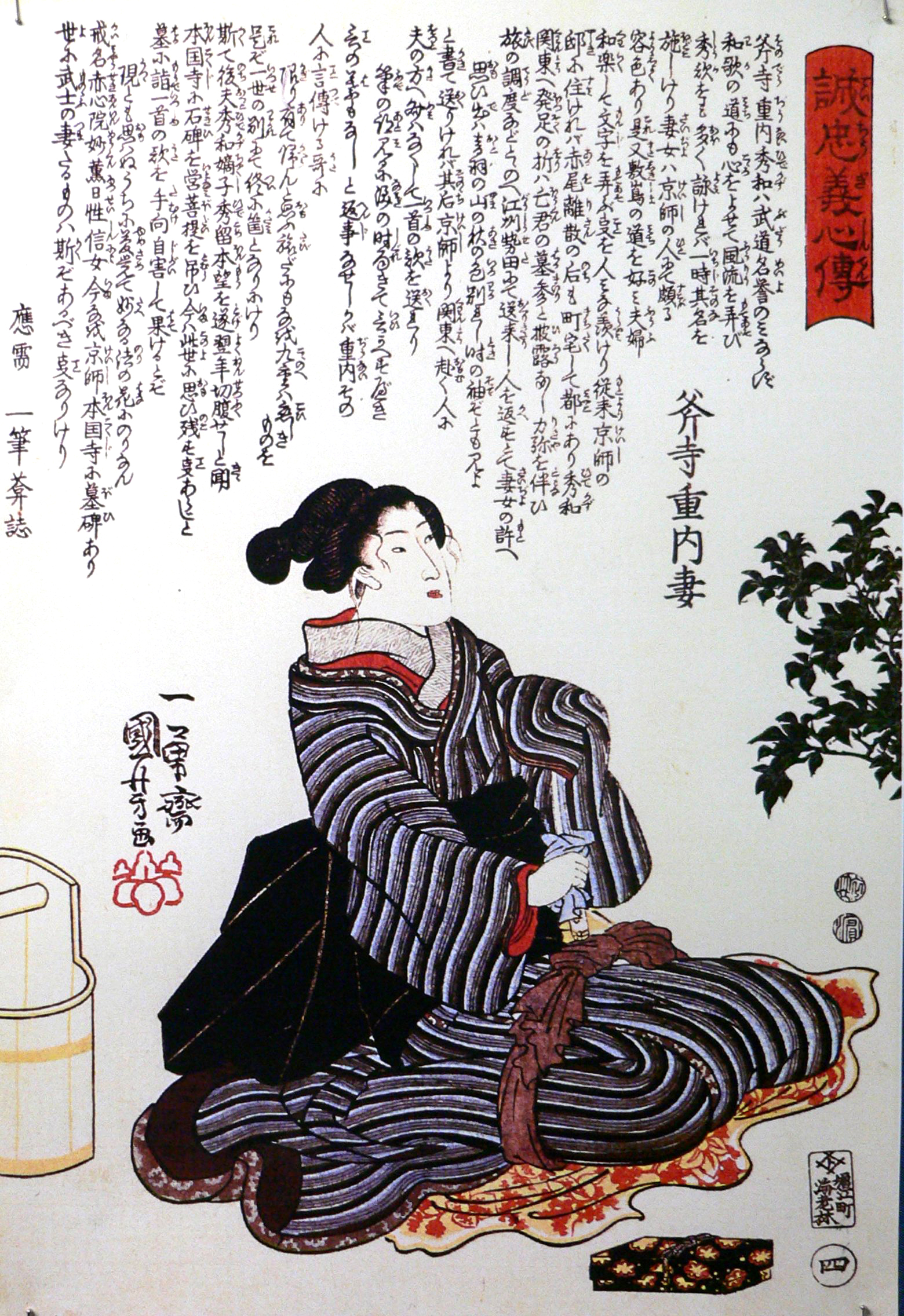
Изображение жены одного из сорока семи ронинов, готовящейся к тому, чтобы следовать за своим мужем до смерти

Дзюнси (яп. 殉死 «самоубийство вслед») — в японской культуре сэппуку вассала вслед за смертью господина. Существовала практика совершения самоубийства после смерти своего господина («самоубийство через верность»). Кодекс самурая предписывал ему быть верным господину не только при жизни, но и после смерти.

## История
Ритуал добровольной смерти пришел в Японию из Китая. Обряд впервые был описан в китайских хрониках (VII век). Указом 646 года дзюнси был запрещён, но продолжал практиковаться в течение многих столетий.
Первоначально обряд совершался только в случаях, когда господин был убит в бою. Естественная смерть не являлась основанием для совершения вассалом самоубийства. Уходя из жизни вслед за своим господином, самурай демонстрировал этим, что ему больше некому служить. В мирное время совершение обряда не приветствовалось.
В эпоху сёгуната Токугава (с 1603), когда войны и сражения были редки, обряд постепенно стало практиковаться в случае вполне мирной кончины господина.  После смерти Токугавы Иэясу (1616) покончили с собой 13 его ближайших советников. После смерти Датэ Масамунэ (1636) обряд дзюнси совершили более 10 его ближайших вассалов.

Множество даймё поставили этот обряд вне закона, а на уровне сёгуната дзюнси было запрещено в 1663 году:
«В случае, если господин предвидит, что некий вассал склонен принести себя в жертву, господину надлежит при жизни строго предписать ему не делать этого. Если же господин пренебрежёт этим, то это будет считаться его виной. Его наследник не избежит соответствующего наказания».
 Однако случаи дзюнси всё равно продолжались и в итоге этот вид самоубийства был запрещён повторно, в 1683 году.
Не было никаких установленных правил для обряда дзюнси, и в некоторой степени это зависело от обстоятельств, важности господина и уважения, которым его придерживались его последователи, а также способа его смерти.
Последний, широко освещённый, случай обряда дзюндзи является двойное самоубийство генерала Ноги Марэсукэ и его жены после смерти императора Мэйдзи (1912).